# Stasandros
Stasandros (altgriechisch Στάσανδρος, lateinisch Stasander; † wohl 316 v. Chr.) aus dem zypriotischen Soloi war ein Feldherr in der Zeit der Diadochenkriege.
Auf der Konferenz von Triparadeisos 320 v. Chr. wurde er von den Siegern des ersten Diadochenkrieges zum Satrapen der oberasiatischen Provinzen Areia und Drangiana bestimmt. In diesen Ämtern ersetzte er seinen Landsmann Stasanor. In den Jahren 317/316 v. Chr. wird Stasandros als Unterstützer des Eumenes von Kardia genannt, indem er ihm 1.500 Infanteristen, 1.000 Berittene und mehrere baktrische Krieger für den Kampf gegen Antigonos Monophthalmos zuführte. Sein Schicksal nach der Schlacht von Gabiene bleibt ungenannt, vermutlich wurde er wie einige andere Alliierte des Eumenes hingerichtet.
Der siegreiche Antigonos Monophthalmos setzte seinen Gefolgsmann Euitos und, als dieser bald starb, Euagoras als Statthalter in Areia und Drangiana ein.